# Royal Institute of Painters in Water Colours

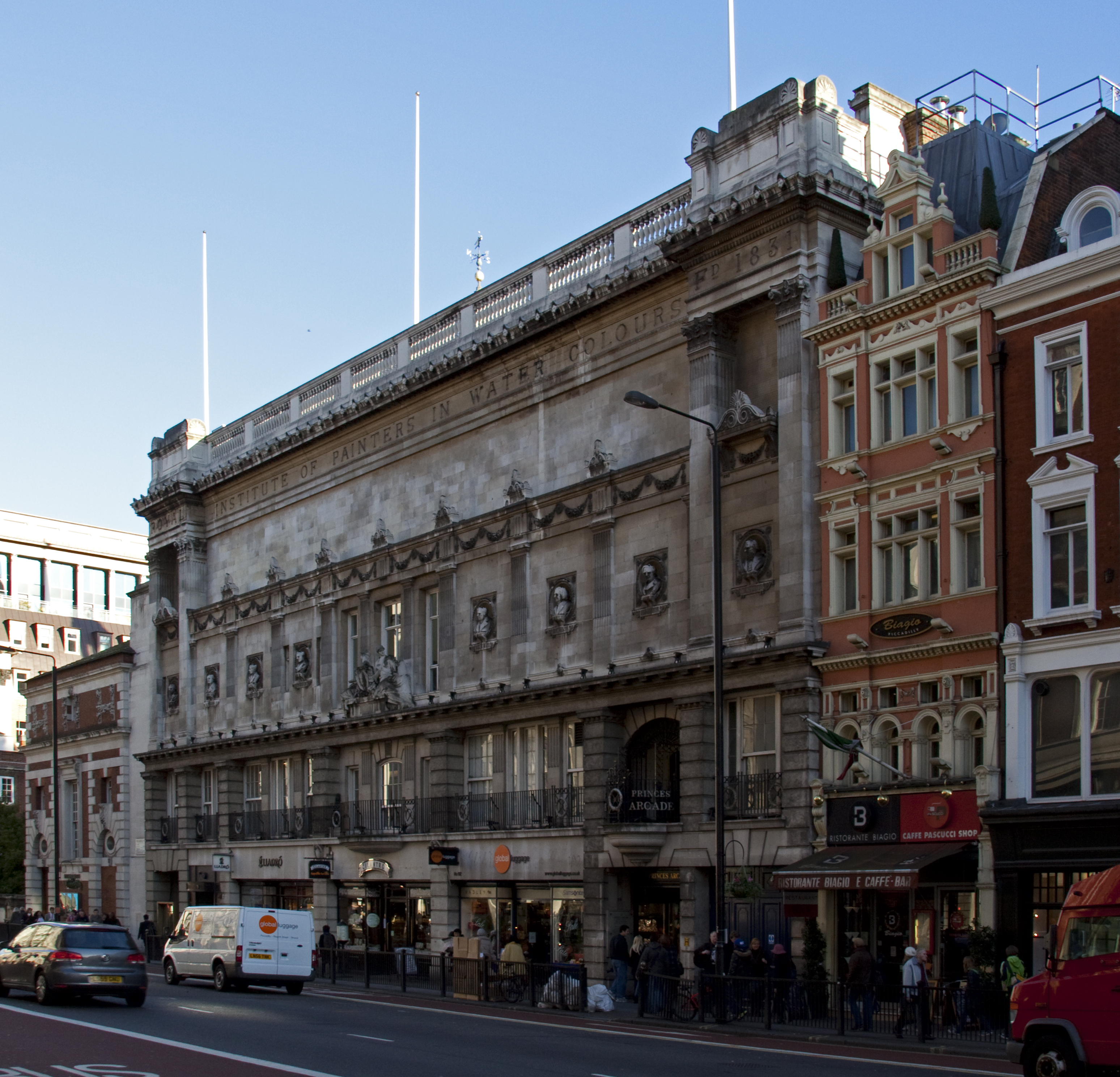
Instituto de Pintores en Acuarela.

El Royal Institute of Painters in Water Colours (RI) (en español: Instituto Real de Acuarelistas), fundado en 1831 como la New Society of Painters in Water Colours (en español: Nueva Sociedad de Acuarelistas) para competir con la Royal Watercolour Society, fundada en 1804, es una de las sociedades incorporadas en la Federation of British Artists.
Recibió el patrocinio real en 1883.